# Rudolf Siegel (Vizeadmiral)
Rudolf Siegel (* 29. Januar 1852 in Buenos Aires, Argentinien; † 22. November 1912 in Braunfels) war ein deutscher Vizeadmiral der Kaiserlichen Marine.

## Leben
Rudolf Siegel trat am 11. April 1869 in die Norddeutsche Marine ein.
1874 nahm er als Unterleutnant zur See gemeinsam mit einem anderen Marineangehörigen, Kapitänleutnant Willibald Becks, an der deutschen Venustransit-Expedition auf Auckland Island teil.
Im Herbst 1879 war er als Leutnant zur See kurzzeitig von Oktober bis Dezember Kommandant des Torpedodampfers Ulan.
Als Kapitänleutnant (Beförderung am 14. April 1883) war er Militärlehrer an der Marineschule in Kiel und später im Statistischen Bureau der Admiralität tätig.
Ab 1889 diente er bis 1894 im Oberkommando der Marine und wurde hier am 25. März 1890 zum Korvettenkapitän befördert. Zum 1. Januar 1895 wurde er von seiner Kommandierung zum Stab des Oberkommandos der Marine entbunden und zum Marineattaché ernannt. Von Januar 1895 bis Dezember 1907 war Siegel Marineattaché an der deutschen Botschaft in Paris, welcher gerade neu eingerichtet worden war. In dieser Funktion nahm er 1899 als Kapitän zur See (Beförderung am 13. April 1896) und Vertreter der Marine an der Haager Friedenskonferenz teil, bei der es um die Anwendung der Genfer Konvention auf Verwundete und Kranke im Seekrieg ging. Von Juni 1907 bis Oktober 1907 war er Delegierter auf die zweite Haager Friedenskonferenz. Bereits ab dem 9. November 1907 war Fregattenkapitän Wilhelm Starke mit der Wahrnehmung der Geschäfte als Marineattaché beauftragt worden. Ende Dezember 1907 wurde er zur Verfügung des Staatssekretärs des Reichsmarineamtes gestellt.
Bis 1892 war er u. a. mit dem Roten Adlerorden 4. Klasse, dem Ritterkreuz des Königlichen Hausorden von Hohenzollern, das Offizierkreuz des Königlich belgischen Leopold-Ordens, das Offizierkreuz des Königlich Griechischen Erlöser-Ordens, das Ritterkreuz der Königlich niederländischen Löwen-Ordens, das Ritter-Kreuz 1. Klasse des Norwegischen Ordens des heiligen Olafs, den Kaiserlich russischen St.-Annen-Orden 2. Klasse und den Großherrlich Türkischen Osmanie-Orden 3. Klasse ausgezeichnet worden. Ende September 1894 erhielt er den Kronen-Orden III. Klasse.
Anlässlich des Ordensfestes wurde Siegel mit dem Stern zum Kronen-Orden II. Klasse ausgezeichnet und er wenige Tage später am 21. Januar 1908 unter Verleihung des Charakters als Vizeadmiral zur Disposition gestellt.

## Schriften (Auswahl)
- Einige Gedanken über die notwendige Stärke unserer Flotte und die Abrüstungsfrage. In: Deutsche Revue, 1908, S. 154–162.
- Die Flagge. Geschichte der Entwicklung der auf den Kriegs- und Handelsschiffen zur Verwendung kommenden Flaggen unter Berücksichtigung des Gebrauchs von Flaggen zu Signal und Salutzwecken., Dietrich Reimer Verlag, Berlin 1912.